# Zwolnienia grupowe
Zwolnienia grupowe – zwolnienia dotyczące większej liczby pracowników z przyczyn niezwiązanych z pracownikami w formie wypowiedzenia stosunku pracy przez pracodawcę lub za porozumieniem stron. Najczęstszą przyczyną zastosowania tego mechanizmu jest trudna sytuacja finansowa przedsiębiorstwa.

## Zasady możliwości korzystania ze zwolnień grupowych
Możliwości korzystania z mechanizmu zwolnień grupowych są szczegółowo określone przez ustawę z 13 marca 2003 r. o szczególnych zasadach rozwiązywania z pracownikami stosunków pracy z przyczyn niedotyczących pracowników.
Zwolnień grupowych może dokonać pracodawca zatrudniający co najmniej 20 pracowników (konieczny stosunek pracy, do ogólnej liczby zatrudnionych nie wlicza się osób zatrudnionych na podstawie umów cywilnoprawnych), jeśli w okresie nieprzekraczającym 30 dni, przeprowadza redukcję zatrudnienia z przyczyn niedotyczących pracowników, a zwolnienia obejmują przynajmniej:
- 10 pracowników, gdy pracodawca zatrudnia mniej niż 100 pracowników,
- 10% pracowników, gdy pracodawca zatrudnia co najmniej 100, jednakże mniej niż 300 pracowników,
- 30 pracowników, gdy pracodawca zatrudnia co najmniej 300 lub więcej pracowników.

## Etapy przeprowadzenia zwolnienia grupowego
Pierwszym etapem przeprowadzenia zwolnienia grupowego jest pisemne powiadomienie związków zawodowych lub przedstawicieli pracowników. Powinno ono zawierać:
- informację o liczbie zatrudnionych pracowników i ich ewentualnej przynależności do grup pracowniczych,
- informację o liczbie pracowników objętych zwolnieniem grupowym,
- okres planowanego zwolnienia grupowego,
- informację o kryteriach doboru pracowników i kolejności planowanych zwolnień,
- propozycje rozwiązania spraw pracowniczych,
- sposób ustalenia wysokości świadczeń pieniężnych (jeżeli zwolnienie grupowe takie przewiduje).

Drugim etapem jest zawarcie porozumienia pracodawcy ze związkami zawodowymi lub przedstawicielami pracowników w terminie nie dłuższym niż 20 dni od przedstawienia pisemnego projektu porozumienia.
Trzecim etapem jest powiadomienie o skutecznym zawarciu porozumienia w sprawie zwolnień grupowych powiatowy Urząd Pracy.
Rozwiązanie z pracownikiem stosunku pracy w ramach zwolnienia grupowego może nastąpić nie wcześniej niż po upływie 30 dni od dnia zawiadomienia powiatowego Urzędu Pracy.